# Félix Houphouët-Boigny
Félix Houphouët-Boigny (N’Gokro, 18 de octubre de 1905-Yamusukro, 7 de diciembre de 1993), apodado «el Sabio» o también «Nanan Boigny» o «Nanan Houphouët» e incluso «el Viejo» —en el sentido africano del término—, es el padre de la independencia de Costa de Marfil.
Sucesivamente jefe tradicional, médico, plantador, dirigente sindical, diputado marfileño en Francia, ministro de gobiernos franceses, presidente de la Asamblea Nacional de Costa de Marfil, alcalde de Abiyán, primer ministro de Costa de Marfil y primer presidente de Costa de Marfil de 1960 a 1993, Félix Houphouët-Boigny tuvo un papel de primer orden en el proceso de descolonización de África, y dominó hasta el final de su vida la escena política de su país natal.
Partidario de la «Françafrique» —una colaboración estrecha con la antigua metrópolis, de cuyo término se le atribuye la paternidad—, consiguió de esta manera desarrollar económicamente Costa de Marfil, especialmente en el sector agrícola. Pero si la exportación de cacao y de café fue la causa de la riqueza de Costa de Marfil, también provoca dificultades en la década de 1980, tras la caída brutal de los precios de las materias primas. Desde entonces su régimen, dominado desde la independencia por un partido único, el Partido Democrático de Costa de Marfil, minado por una corrupción endémica, se hizo cada vez más insoportable para la población, muy tocada por la crisis económica y cuyo impacto todavía se reconoce hoy en día en el país.
Sin embargo, esta cooperación con Francia no se limita al ámbito económico. Apoyándose en las redes de influencia francesa en África de Jacques Foccart, cercano al general Charles de Gaulle —al que conocía personalmente— lleva a cabo una política que se traduce en un apoyo incondicional y mutuo entre los dos países, lo que permite a Francia mantener, entre las influencias de los Estados Unidos y de la Unión Soviética, el control de su «patio trasero» en África durante la Guerra Fría. A cambio, Félix Houphouët-Boigny, el hombre de Francia en África, se talla un lugar particular en la escena africana, principalmente en el África francófona y en el golfo de Guinea, donde su influencia fue grande.

## Los años de formación

### Orígenes y educación
Félix Houphouët-Boigny nació, según su biografía oficial, el 18 de octubre de 1905 en N’Gokro. Sin embargo, subsisten dudas sobre la exactitud de esta fecha; entre los Baoulés, la etnia a la que pertenecía, el registro civil no existía todavía en aquella época y por lo tanto es bastante probable que su nacimiento fuera anterior a 1905.
Originario de la tribu animista de los akoués, es el hijo de un tal Houphouët que le dio en principio el nombre de Dia, que podía significar, en su lengua, profeta o mago. El nombre de su padre proviene del baoulé ufué. Este nombre expiatorio se da a los niños nacidos en un pueblo o en una familia en la que varios niños murieron sucesivamente antes de su nacimiento. A su nombre de origen Dia Houphouët, añadió el apellido Boigny que significa “ariete” en baoulé. Dia Houphouët-Boigny es el resobrino de la reina Yamousso y del jefe del pueblo, Kouassi N’Go. Cuando este es asesinado en 1910, corresponde al joven Dia sucederle en la jefatura. Pero, a causa de su corta edad, su padrastro (su padre había muerto) pasa a ser el regente.
Debido a su rango, la administración colonial decide enviarlo a la escuela del puesto militar de Bonzi situado cerca del pueblo, y luego en 1915 a la escuela primaria superior de Bingerville, a pesar de las reticencias de su familia. Ese mismo año en Bingerville se convierte al cristianismo, pues considera que esta religión es signo de modernidad y un obstáculo a la islamización, y se hace bautizar Félix.
Alumno brillante, ingresa en 1919 en la École normale William Ponty donde obtiene el diploma de profesor de primaria y pasa en 1921 a la Escuela de medicina de la AOF, de donde sale primero de su promoción en 1925. Pero sus estudios de medicina quedan incompletos y Houphouët no puede aspirar más que a la carrera de un “médico africano”, especie de médico de segunda categoría.

### Un “médico africano” comprometido
El 26 de octubre de 1925, Houphouët comienza su carrera como médico auxiliar en el hospital de Abiyán, donde funda una asociación de personal médico indígena. La iniciativa tiene corto recorrido; la administración colonial ve mal esta asociación que asimila a una formación sindical y decide trasladarlo, el 27 de abril de 1927, al servicio de Guiglo, donde las condiciones sanitarias son especialmente duras. Sin embargo, dando muestras de auténticas aptitudes profesionales, es promovido en Abengourou, el 17 de septiembre de 1929, a un puesto hasta entonces reservado a los europeos.
En Abengourou, Houphouët se enfrenta a las injusticias de las que son víctima los cultivadores de cacao indígenas explotados por los colonos. Decidido a actuar, encabeza en 1932 un movimiento de plantadores africanos hostil a los grandes propietarios blancos y a la política económica del colonizador que les favorece. El 22 de diciembre redacta bajo seudónimo un artículo comprometido, “Nos han robado demasiado”, que aparece en una publicación socialista de Costa de Marfil, el “Trait d’union”.
Al año siguiente, Houphouët es llamado por su tribu a asumir el cargo de jefe del pueblo, pero prefiere continuar su carrera y desiste en favor de su hermano menor Augustin. Sin embargo, para aproximarse a su pueblo, obtiene el traslado a Dimbokro el 3 de febrero de 1934, y luego a Toumodi el 28 de junio de 1936. Si hasta entonces Houphouët ha demostrado auténticas cualidades profesionales, su actitud disgusta; en septiembre de 1938, su jefe de servicio le pide que escoja entre su puesto como médico y su compromiso en la política local. La elección no tardará, puesto que en 1939 su hermano muere y él lo sucede en la jefatura del pueblo.

### Jefe de cantón y líder sindical
Al convertirse en jefe, Houphouët pasa a ser el administrador del cantón de Akoué, que representa treinta y seis pueblos. También retoma a su cargo la plantación familiar, que es en ese momento una de las más importantes del país, y consigue desarrollarla diversificando los cultivos de caucho, cacao y café; se convierte así en uno de los plantadores africanos más ricos.
El 3 de septiembre de 1944 funda, con el acuerdo de la administración colonial, el Sindicato Agrícola Africano (SAA) del que pasa a ser presidente. Uniendo a los plantadores africanos descontentos con su situación, el SAA, anticolonialista y antirracista, reivindica mejores condiciones de trabajo, una subida de los salarios y la abolición del trabajo forzado. Este sindicato rápidamente tiene éxito y recibe el apoyo de cerca de 20.000 plantadores, lo que disgusta fuertemente a los colonos, hasta el punto poner una demanda contra Houphouët. La repercusión de este sindicato es tal, que Houphouët viaja a principios de 1945 a Dakar para explicar la evolución del SAA al gobernador general de la AOF, Pierre Cournarie.
En octubre de 1945, Houphouët es proyectado a la escena política; el gobierno francés, decidido a hacer participar a sus colonias en la asamblea constituyente, organiza la elección de dos diputados en Costa de Marfil: uno en representación de los colonos y otro en representación de los autóctonos. Houphouët se presenta y, gracias a los numerosos apoyos que ha adquirido por su acción sindical, es elegido en la primera vuelta con más de 1.000 votos de ventaja. A pesar de esta victoria, la administración colonial decide organizar una segunda vuelta, el 4 de noviembre de 1945, que gana con 12.980 de los 31.081 votos expresados. Para su entrada en política, decide añadir Boigny, que significa “ariete” (símbolo de su papel de líder) a su patronímico, con lo que pasa a llamarse Félix Houphouët-Boigny.

## Actor importante en la escena política francesa

### Diputado defensor de la causa de los africanos
En el Palacio Borbón, Houphouët-Boigny es nombrado miembro de la Comisión de territorios de ultramar. Se dedica a poner en práctica las reivindicaciones del SAA. Así, el 1 de marzo de 1946 se propone en la Asamblea Nacional un proyecto de ley para la supresión del trabajo forzado, que se adopta en 1947, y que lleva el nombre de ley Houphouët-Boigny. El 3 de abril de 1946 propone unificar la normativa laboral en los territorios de África; se logrará en 1952. Finalmente, el 27 de septiembre de 1946 expone un informe sobre el sistema de salud de los territorios de ultramar, que invita a reformar.
Houphouët-Boigny milita asimismo a favor de la Unión Francesa. Este proyecto, que prevé convertir las colonias en departamentos y territorios franceses, está lejos de conseguir la unanimidad entre los parlamentarios metropolitanos, que temen ver Francia convertida en colonia de sus colonias. Intentando tranquilizarlos, Houphouët-Boigny les responde que no existe “'en este momento'” ningún riesgo de que los africanos desborden a los parlamentarios europeos, y que, por otro lado, una unión así permitiría detener la doble política llevada a cabo por Francia: una “'metropolitana y democrática'” y otra “'colonial y reaccionaria'”.
Tras la adopción de la constitución de la IV República, es reelegido sin dificultad con 21.099 votos de los 37.888 expresados. Todavía miembro de la Comisión de los territorios de ultramar (de la que es secretario en 1947 y en 1948), es nombrado en 1946 para la Comisión de la regulación del sufragio universal. El 18 de febrero de 1947 propone reformar en profundidad el sistema de los consejos generales de los territorios de la AOF, de la AEF y del Consejo Federal para que sean más representativos de las poblaciones autóctonas. Asimismo reclama en muchas ocasiones la creación de asambleas locales en África para que los indígenas puedan aprender a gestionar su autonomía.

### Fundador del RDA y el periodo comunista
El 9 de abril de 1946, Houphouët-Boigny transforma, con la ayuda de los Grupos de estudios comunistas de Abiyán, el SAA en Partido Democrático de Costa de Marfil (PDCI). Este se convierte a su vez, tras el Congreso de Bamako de 18 de octubre de 1946, en una sección territorial del recién creado partido interafricano: el Rassemblement Démocratique Africain (RDA), del que es presidente.
Al no ser lo suficientemente numerosos para formar un grupo parlamentario en la Asamblea Nacional, los representantes africanos están obligados a unirse con uno de los grandes partidos existentes para poder ocupar sus escaños en el Palacio Borbón. El RDA se afilia entonces con los representantes comunistas franceses, única formación política abiertamente anticolonialista en dicho órgano. Houphouët-Boigny justifica él mismo esta alianza en el hecho de que parecía, en la época, la única solución para hacerse oír:
“Desde antes de la creación del RDA, esta alianza había servido a nuestra causa: en marzo de 1946, la abolición del trabajo obligatorio fue adoptada por unanimidad, sin voto, gracias a nuestra alianza táctica”.
A medida que la Guerra Fría se afirma y las relaciones de Francia con la URSS se enfrían, la alianza con diputados comunistas resulta más y más perjudicial para el RDA, especialmente cuando en 1947 el PCF pasa a la oposición contra la IV República. La administración francesa manifiesta una hostilidad creciente hacia el RDA y su presidente, al que compara con un “estalinista”. Las tensiones alcanzan su apogeo a principios de 1950, cuando, tras un incidente, la casi totalidad de la dirección del PDCI es arrestada. Estallan peligrosos motines en Costa de Marfil. Para neutralizar la crisis, el presidente del Consejo, René Pleven, confía a su ministro de la Francia de ultramar, François Miterrand, la misión de separar al RDA del PCF.
Consciente de hallarse en un callejón sin salida, Houphouët-Boigny aceptar romper con los comunistas franceses en octubre de 1950 y orienta el RDA hacia una izquierda moderada. En las elecciones legislativas de 1951 presenta una lista común con el partido de Miterrand, la Unión Democrática y Socialista de la Resistencia (UDSR) cuya afiliación pasa a ser oficial en 1952.

### Rehabilitación y entrada en el gobierno
Conservando la imagen de comunista, aunque lo negaba, es el único diputado del RDA reelegido en Costa de Marfil en 1951. Es por ello que el 24 de agosto de 1951 pronuncia un discurso ante la Asamblea Nacional en el que discute el resultado de las elecciones, que declara viciadas por fraudes. Denuncia también la instrumentalización de los diputados de ultramar como “máquinas de votar”. Houphouët-Boigny y el RDA viven entonces un verdadero periodo de purgatorio antes de renovar el éxito en 1956; en las elecciones de ese año, el gran partido de masas africano recibe 502.711 votos de los 579.550 expresados. Su líder, en adelante, será una figura moderada.
Nombrado miembro de la Comisión del sufragio universal, de las leyes constitucionales, del reglamento y de las peticiones, Houphouët-Boigny entra además en el gobierno el 1 de febrero de 1956 en calidad de ministro delegado de la presidencia del Consejo en el gobierno de Guy Mollet, puesto que ocupa hasta el 13 de junio de 1957. Su principal logro, en estas funciones, es la creación de una organización común de regiones saharianas que permitiría asegurar la independencia energética de la Unión Francesa, y oponerse a las reivindicaciones territoriales marroquíes en el Sáhara).
A continuación, Houphouët-Boigny pasa a ser ministro de Salud pública y de la población en el gobierno de Félix Gaillard del 6 de noviembre de 1957 al 14 de mayo de 1958. Intenta reformar el código de la salud pública.
Es ministro de Estado en numerosas ocasiones, con:
- el gobierno de Maurice Bourgès-Maunoury, del 13 de junio al 6 de noviembre de 1957.
- el gobierno de Pierre Pflimlin, del 14 al 17 de mayo de 1958.
- el gobierno de Charles de Gaulle del 1 de junio de 1958 al 8 de enero de 1959.
- el gobierno de Michel Debré, del 8 de enero al 20 de mayo de 1959.

En tal condición, participa en la elaboración de la política africana de Francia, especialmente en el ámbito cultural. Bajo su impulso se crean la Oficina de los estudiantes de la Francia de ultramar y la Universidad de Dakar. El 4 de octubre de 1958, Houphouët-Boigny es uno de los firmantes, junto a de Gaulle, de la constitución de la V República. La última función que desempeña es la de ministro consejero del gobierno de Michel Debré del 23 de julio de 1959 al 19 de mayo de 1961.

## Al frente de Costa de Marfil

### Partidario de la autonomía
Tras la adopción, el 23 de junio de 1956, de la ley marco de Gaston Defferre que concede la autonomía a las colonias africanas, se organiza una elección territorial en Costa de Marfil el 3 de marzo de 1957, en la que el PDCI obtiene una victoria aplastante. Houphouët-Boigny, que realizaba ya las funciones de ministro en Francia, de presidente de la Asamblea territorial desde 1953 (tras haber sucedido a Victor Capri Djédjé) y de alcalde de Abiyán desde noviembre de 1956, decide poner en la vicepresidencia de Costa de Marfil a Auguste Denise, si bien él seguirá siendo, para París, el único interlocutor de la colonia.
El 7 de abril de 1957, el jefe de gobierno de Ghana, Kwame Nkrumah, de visita en Costa de Marfil, hace un llamamiento para que todas las colonias de África declaren su independencia; Houphouët-Boigny le replica entonces:
“Vuestra experiencia es muy seductora... Pero debido a las relaciones humanas existentes entre franceses y africanos, y teniendo en cuenta el imperativo del siglo, la interdependencia de los pueblos, hemos estimado que quizás era interesante intentar una experiencia diferente de la vuestra y única en su género, la de una comunidad franco-africana basada en la igualdad y la fraternidad.”
A diferencia de numerosos dirigentes africanos que reclaman una independencia inmediata de la metrópoli, Houphouët-Boigny desea una transición suave en el seno del “conjunto francés” ya que, según él, la independencia política sin la independencia económica carecía de valor. Además, da cita a Nkrumah para dentro de diez años para ver cuál de los dos escogió el mejor camino.
Por supuesto, hace campaña en favor del “sí” en el referéndum sobre la Comunidad francoafricana propuesta por de Gaulle el 28 de septiembre de 1958. Únicamente su protegido guineano, Ahmed Sékou Touré se atreve a decir “no” al preferir, al contrario que Houphouët-Boigny, “la libertad en la pobreza a la riqueza en la esclavitud”. A pesar de este éxito, la Comunidad Francesa se derrumba poco tiempo después, empujada por la Federación de Malí, que desea la independencia. El 7 de agosto de 1960, Houphouët proclama, a su pesar, la independencia de Costa de Marfil.

### La instauración del poder personal
Houphouët-Boigny accede oficialmente a la jefatura del gobierno de Costa de Marfil el 1 de mayo de 1959. No tiene ninguna oposición de los partidos rivales, ya que el PDCI los había neutralizado en 1957 (pasando a ser, de hecho, partido único), pero en cambio se enfrenta a una oposición interna. Nacionalistas radicales, liderados por Jean-Baptiste Mockey, se dirigen abiertamente contra su política francófila. Para resolver este problema, Houphouët-Boigny decide librarse de este oponente fomentando, en septiembre de 1959, el “complot del gato negro” en el que Mockey, acusado de haber intentado asesinarlo con fetiches maléficos, es exiliado.
En 1960, Houphouët-Boigny se lanza a la redacción de una nueva constitución. Se inspira en la constitución de Estados Unidos, que establece un ejecutivo poderoso, y en la constitución francesa de 1958, que limita ciertos poderes del legislativo. Transforma entonces la Asamblea Nacional en una simple cámara de registro que vota las leyes y el presupuesto; los diputados son designados directamente por él, y el PDCI, totalmente sometido al presidente, debe contentarse con servir simplemente de intermediario entre las masas populares y el Estado.
Pero, a pesar de estas medidas, surgen protestas en el interior, principalmente en las Juventudes del Rassemblement Démocratique Africain de Costa de Marfil (JRDACI). Para acallarlas, Houphouët-Boigny aprovecha el golpe de Estado en Togo, que sacude toda el África francófona, para acusarlos de “maniobras subversivas de inspiración comunista”; tres ministros, siete diputados y otras 129 personas salidas del JRDACI son encarceladas. Sin embargo, este falso “complot de enero de 1963” no tiene el éxito asegurado ya que se desarrolla un fuerte sentimiento de injusticia, que genera nuevas protestas. Houphouët-Boigny reacciona en agosto de 1963, esta vez de forma mucho más radical. Los nuevos designados “conspiradores” son los simpatizantes comunistas marfileños apoyados por los dirigentes africanos progresistas (Kwame Nkrumah, Ahmed Ben Bella, Gamal Abdel Nasser), pero también los francmasones, los defensores del multipartidismo, los antiguos oponentes del PDCI, los jóvenes licenciados de vuelta de Francia impregnados de ideología marxista-leninista, así como ciertas regiones del país que expresan cierta antipatía hacia el régimen (país de Sanwi y Bété de Gagnoa). Un clima de terror se adueña de Costa de Marfil con la creación, el 26 de agosto, de una milicia al servicio del partido que reúne a 6.000 hombres, y el arresto, durante un año, de muchos “malos ciudadanos” entre los cuales hay siete ministros y seis diputados. Houphouët-Boigny gobierna a partir de entonces como dictador. Sin embargo, una vez consolidado su poder, libera a los prisioneros políticos en 1967. Es reelegido presidente en cada elección sin ninguna oposición.
Para desbaratar toda tentativa de golpe, el presidente marfileño reduce al mínimo las Fuerzas Armadas Nacionales de Costa de Marfil (FANCI), creadas el 27 de julio de 1960. La defensa se confía entonces a las fuerzas armadas francesas que, por el tratado de cooperación en materia de defensa de 24 de abril de 1961, permanecen en Port-Bouët y pueden intervenir en el país a petición de Houphouët-Boigny o cuando consideren que los intereses franceses se ven amenazados. Así, intervienen en las tentativas secesionistas organizadas por los monárquicos de Sanwi en 1959 y 1969, y también en 1970 tras la creación de un grupo político no autorizado, el Movimiento Ebúrneo liderado por Kragbé Gnagbé, al que el presidente de Costa de Marfil acusa de pretender la secesión.

### Houphouët frente a los líderes de la oposición

#### Gbagbo, símbolo de la oposición
Laurent Gbagbo, sindicalista activo en los años 1970 cuyas enseñanzas se consideran “subversivas”, es enviado a prisión por Houphouët junto con su esposa Simone Ehivet Gbagbo en Séguéla y en Bouaké de marzo de 1971 a enero de 1973. Tras su liberación, trabaja como investigador en el Instituto de historia, arte y arqueología africana de la Universidad de Abiyán y se convierte en su director en 1980.
Laurent Gbagbo se da a conocer en las manifestaciones estudiantiles del 9 de febrero de 1982, de las que es uno de los principales instigadores, y que provocan el cierre de las universidades y centros de estudios superiores. Durante este año crea en la clandestinidad, principalmente junto con Simone Gbagbo, el futuro Frente Popular Marfileño (FPI). Su exilio en Francia es la ocasión para promover el FPI y su programa de gobierno. Aunque ideológicamente cercano al PS y personalmente cercano a Guy Labertit, el gobierno socialista francés intenta “ignorarlo” para cuidar la relación con Houphouët. No es hasta tres años más tarde cuando Gbagbo obtiene su estatus de refugiado político, y ello gracias a un recurso. Sin embargo, recibe presiones de Francia para que vuelva a su país, estando Houphouët inquieto de verle desarrollar una red de contactos y considerando que “su dinámico oponente sería mucho menos cargante en Abiyán que en París”.
En 1988 vuelve a Costa de Marfil, una vez que Houphouët le hubo concedido el perdón implícitamente declarando que “el árbol no se enfada con el pájaro”. El 28 de octubre de 1990 se celebra la elección presidencial, y por primera vez hay una candidatura aparte de la de Félix Houphouët-Boigny: la de Laurent Gbagbo. Este recibe el 18,3% de los sufragios, lo que le confiere la condición de jefe de la oposición. En las elecciones legislativas de 25 de noviembre de 1990 el FPI obtiene 9 escaños de 175; Gbagbo mismo es escogido en la circunscripción de Ouaragahio donde se encuentra su pueblo natal.
En mayo de 1991, y luego en febrero de 1992, tienen lugar importantes manifestaciones de estudiantes. El 18 de febrero (siendo Alassane Ouattara en ese momento primer ministro), Laurent Koudou Gbagbo es detenido y condenado el 6 de marzo a dos años de prisión, pero es liberado en agosto.

#### Wodié, el otro oponente
A partir de 1961, Francis Wangah Romain Wodié, miembro fundador de la LIDHO, del SYNARES y antiguo presidente de la sección marfileña de Amnistía Internacional es acosado por el régimen de Félix Houphouët-Boigny por sus actividades juzgadas “subversivas” debido a su compromiso sindicalista. Un año más tarde se le envía a prisión durante poco tiempo. En 1973, todavía acosado por el régimen presidencial, se exilia a Argelia. No es hasta 1990, al autorizarse el multipartidismo, cuando Francis Wodié aprovecha para crear el PIT, partido marginal de la oposición. Elegido diputado de Cocody el mismo año, es el único parlamentario de su partido.

### La prosperidad de los años 1960 y 1970
Si Houphouët-Boigny era un dictador, no por ello era menos consciente de las realidades del mercado. Opta por el liberalismo económico para contar con la confianza de numerosos inversores extranjeros, principalmente franceses. Las ventajas concedidas por su código de inversiones de 1959 permiten a las empresas extranjeras repatriar hasta el 90% de sus beneficios a su país de origen (el 10% restante debía obligatoriamente reinvertirse en Costa de Marfil). Asimismo desarrolla una política de modernización de las infraestructuras, principalmente con la edificación del barrio de negocios de Plateau en Abiyán (siguiendo el modelo norteamericano) donde hoteles de lujo acogen a turistas y empresarios. Así, Costa de Marfil conoció un crecimiento de entre el 11% y el 12% durante el periodo que va de 1960 a 1965. El PIB, multiplicado por doce (en volumen constante) entre 1960 y 1978, pasa de 145.000 millones a 1,75 billones de francos CFA, mientras que la balanza comercial no deja de registrar superávit.
El origen de este éxito económico nace de la elección del presidente de privilegiar el sector primario sobre el secundario. De esta manera, la agricultura intensiva conoce un desarrollo fulgurante: entre 1960 y 1970 los cultivos de cacao triplican su producción alcanzando las 312.000 toneladas, los de café aumentan en un 50%, pasando de 185.500 a 275.000 toneladas, mientras que las de madera pasan entre 1950 y 1965 de 90.000 a 1.250.000 toneladas. Si estos últimos representan el 80% de las exportaciones de Costa de Marfil, las de bananas también aumentan en 1965 hasta 150.000 toneladas y las de piña a 40.000 toneladas. Por otro lado, se incentiva fuertemente a los cultivadores del norte a desarrollar el cultivo del algodón en su región. Sin embargo, el Estado de Costa de Marfil, a través de la Caja de estabilización y de apoyo a los precios de las producciones agrícolas (Caistab) que garantiza cada año un precio de compra mínimo a las producciones de los plantadores (inferior al del mercado pero considerado satisfactorio) se reserva el monopolio sobre las exportaciones de café, cacao y algodón. De esta manera se obtienen recursos considerables para financiar los proyectos nacionales.
Aunque no fuera el pilar de la economía de Costa de Marfil, el sector secundario conoce también un desarrollo espectacular gracias a la industria ligera, sobre todo agroalimentaria, con la instalación de molinerías, fábricas de aceite y de conservas y de la industria de la transformación con la instalación de fábricas de hilados y aserraderos. Así, entre 1960 y 1973, la producción industrial registra una tasa media de crecimiento anual del 20%, con lo que su peso en el PIB pasa del 15 al 25%. El volumen de negocio de la gran y pequeña industria pasa durante este periodo de 13.500 a 164.000 millones de francos CFA, y en el periodo entre 1973 y 1983 se multiplica por 8,5, alcanzando 1,17 billones de francos CFA.
Este auge económico modifica profundamente la forma de vida de los marfileños, provocando una acentuación del éxodo rural y un aumento de la renta anual media por hogar que alcanza 500.000 francos CFA en 1980. Surge entonces una fuerte demanda de cereales “modernos”, sobre todo de maíz y arroz; demanda que, como en toda África, se identifica con promoción social. También se observan esfuerzos en el ámbito educativo: en 1975 la tasa de escolarización en educación primaria era del 17,3%, en la educación secundaria del 5,1% y en educación superior del 0,5%; en 1985, el índice de alfabetización era del 57,3% entre los mayores de 15 años.
Estos progresos, fundamentalmente vinculados a la economía, hacen del país de Houphouët-Boigny un éxito poco habitual en materia de descolonización, una isla de prosperidad en la región del golfo de Guinea. Costa de Marfil se convierte incluso en país de inmigración para la región: la numerosa mano de obra extranjera (principalmente de Burkina Faso), necesaria para la puesta en marcha y mantenimiento de las plantaciones autóctonas, representa en los años 1980 más de una cuarta parte de la población de Costa de Marfil.
El “milagro marfileño” como se lo ha conocido, le da a Houphouët-Boigny una imagen de “sabio de África”, tanto en el interior como en el exterior del país. Se le apoda entonces, respetuosamente, “el Viejo”.

### Impotente frente a la crisis de Costa de Marfil

#### Una economía al borde de la quiebra
Sin embargo, el sistema económico instaurado en colaboración con Francia está lejos de ser perfecto. La Costa de Marfil de Houphouët conoce, de hecho, un “crecimiento sin desarrollo”. El crecimiento marfileño depende de capitales, iniciativas y cuadros suministrados por el extranjero; no está centrada en el país ni se sostiene ella misma sino que está engendrada y sostenida por el exterior. El modelo marfileño no lleva automáticamente al desarrollo.
A partir de 1978, la economía marfileña conoce una importante ralentización a causa de la caída en picado de los precios internacionales del café y del cacao. Esta caída, sin embargo, se percibe como una coyuntura pasajera puesto que su impacto sobre los plantadores se ve atenuado por la Caistab, que les asegura unos ingresos decentes. A partir de 1979, a fin de frenar la caída de los precios, el Estado intenta oponerse a la tarificación de las materias primas mediante un boicot de los precios internacionales. Pero, aplicando ella sola esta resolución, Costa de Marfil registra, entre 1980 y 1982, más de 700.000 millones de francos CFA de pérdida. Además, Costa de Marfil es víctima, en 1983 y 1984, de una sequía que afecta a 400.000 hectáreas de bosque y 250.000 hectáreas de café y de cacao. Para hacer frente a esta situación, Houphouët-Boigny viaja en 1983 a Londres para negociar un acuerdo sobre el café y el cacao con los comerciantes y los industriales; pero al año siguiente éstos lo rompen y dejan que Costa de Marfil se hunda en la crisis.
Incluso la producción de petróleo off-shore y la industria petroquímica de Costa de Marfil, desarrolladas con el objetivo de alimentar la Caistab, se ven afectadas por la recesión económica mundial tras la segunda crisis del petróleo de 1986. El Estado, que para entonces compra los cultivos de los plantadores al doble del precio de mercado, se endeuda fuertemente. En mayo de 1987 la deuda externa alcanza los 10 000 millones de dólares, obligando a Houphouët-Boigny a suspender unilateralmente el pago de la deuda. Negándose a malbaratar su cacao, congela en julio las exportaciones para forzar los precios internacionales al alza. Pero este “embargo” fracasa. En noviembre de 1989, se resigna a liquidar su enorme stock de cacao a las grandes empresas. Gravemente enfermo, nombra a un primer ministro (puesto vacante desde 1960), Alassane Ouattara, que instaura medidas de austeridad.

#### La aparición de tensiones sociales
Desde el tiempo del crecimiento económico, un clima general de enriquecimiento y de satisfacción permitía a Houphouët-Boigny mantener y controlar las tensiones políticas internas; su dictadura benévola, donde los prisioneros políticos son casi inexistentes, es relativamente bien aceptada por la población. Pero, a finales de los años 1980, la crisis económica produce una grave degradación de las condiciones de vida de las clases medias y de las poblaciones urbanas desfavorecidas; según el Banco Mundial, la población que vive por debajo del umbral de la pobreza pasa del 11% en 1985 al 31% en 1993. A pesar de la adopción de ciertas medidas como la reducción del número de cooperantes franceses que pasa de 3.000 a 2.000 en 1986, liberando así mil puestos de trabajo para jóvenes diplomados marfileños, el gobierno no consigue controlar el aumento del paro y la quiebra de numerosas empresas.
Importantes agitaciones sociales sacuden entonces el país, creando un fuerte clima de inseguridad. El ejército se amotina en 1990 y en 1992, el 2 de marzo de 1990 se organizan manifestaciones de protesta por las calles de Abiyán con eslóganes, hasta entonces inéditos, como “Houphouët ladrón” y “Houphouët corrupto”. Estas manifestaciones populares obligan al presidente a lanzar una democratización del régimen que lleva, el 31 de mayo, a la autorización del pluralismo político y sindical. En la elección presidencial del 28 de octubre de 1990, el “viejo” se enfrenta, por primera vez, a un adversario, Laurent Gbagbo. Esto no le impide, sin embargo, ser reelegido para un séptimo mandato con el 81,68% de los sufragios, en perjuicio de su oponente del FPI, que, denunciando una manipulación del Código de la nacionalidad, reclama diferenciar claramente entre nacionales y extranjeros inmigrados, en la medida en que estos últimos disponen prácticamente de los mismos derechos cívicos, políticos y sociales que los primeros, y ofrecen casi automáticamente sus votos a su protector: Houphouët-Boigny. Gbabgo va incluso más allá, reivindicando un reconocimiento jurídico de los derechos de los nacionales sobre el suelo, poniendo en duda las propiedades adquiridas, desde hace décadas, por los plantadores burkineses en el oeste y el sudoeste boscoso.
Las tensiones alcanzarán su paroxismo en 1991 y 1992. Harto de tener que soportar una nueva manifestación estudiantil, Houphouët-Boigny, que ya había declarado “Entre la injusticia y el desorden, prefiero la injusticia”, envía la noche del 17 al 18 de mayo de 1991 a sus para-comandos a ocupar el campus de la ciudad universitaria de Yopougon. Allí el ejército comete numerosos excesos. Ante estas violencias que quedan impunes, la Federación Estudiantil y Escolar de Costa de Marfil organiza en Abiyán, el 13 de febrero de 1992, una manifestación que se salda con la detención de un centenar de personas. El 18 es el FPI el que organiza en Abiyán una manifestación que degenera en asonada, con la detención de 300 personas, entre las cuales Laurent Gbagbo y René Dégni-Ségui, presidente de la Liga Marfileña de Derechos Humanos. Los dos hombres, condenados el 6 de marzo a dos años de prisión incondicional, son amnistiados por Houphouët-Boigny el 24 de julio.

#### Los fastos del régimen
En 1977, un caso de malversación, relativo a la “sobrefacturación” de tres azucareras, hace tambalear al gobierno. No llega a haber ningún procedimiento judicial pero se toman medidas de inmediato. El 23 de junio de 1977 se adopta una ley anticorrupción, el 20 de julio de 1977 se destituye a nueve ministros y, a fin de moralizar la vida pública, Houphouët-Boigny dona al Estado sus plantaciones de Yamusukro. En las elecciones legislativas de 1980, permite a los electores escoger entre una multitud de candidatos a fin de eliminar a una serie de barones del régimen.
Sin embargo, estas medidas no frenan la corrupción. Se hace incluso más visible con la crisis económica. En 1983, un nuevo escándalo financiero sacude la clase dirigente a propósito de la LOGEMAD, un organismo del Estado encargado de transferir a particulares los alquileres de los apartamentos ocupados por funcionarios; con este asunto se revela que este organismo beneficia esencialmente a los responsables políticos, que, tras haber fijado los alquileres administrativos, recuperan el dinero abonado por el Estado a través de alojamientos que les pertenecen.
El mismo presidente se ve implicado en este asunto puesto que su familia recibe de esta manera 6.700.000 francos CFA al mes del Estado. Por otro lado, durante su presidencia, se beneficia ampliamente de las riquezas de Costa de Marfil, ya que a su muerte en 1993, su fortuna personal se estima entre 7000 y 11 000 millones de dólares. Sobre esta colosal fortuna, declara en 1983:
“La gente se sorprende de que me guste el oro. Es porque he nacido en él.”
Así, el dirigente costamarfileño adquiere una decena de propiedades en Región Parisina (entre las cuales, el palacete de Masseran en el 7º distrito de París, calle Masseran, con un parque de 8.590 m²), una propiedad en Castel Gandolfo en Italia, y una casa en Chêne-Bourg en Suiza. En este país tiene además sociedades inmobiliarias como SI Grand Air, SI Picallpoc o Interfalco, y numerosas acciones en joyerías y relojerías prestigiosas como Piaget y Harry Winston. Es también en Suiza donde tiene colocada su gigantesca fortuna, cuya existencia no oculta, sino al contrario:
“Quién es el hombre serio en el mundo que no coloca una parte de sus bienes en Suiza.”
Aparte de esta corrupción endémica y esta inmensa fortuna, Houphouët se entrega a gastos suntuarios. En 1983 traslada la capital a su pueblo natal en Yamusukro, oficialmente para aliviar Abiyán. Allí construye, a cargo del Estado, numerosos edificios considerados desmesurados por algunos en aquella época, como un Instituto Politécnico, frecuentado por estudiantes de toda África Occidental, o un aeropuerto internacional. El proyecto más faraónico es la Basílica de Nuestra Señora de la Paz, de hormigón y acero, usando el plano clásico de San Pedro del Vaticano, reconocida por el libro Guiness como el mayor lugar de culto cristiano del mundo (con 150 metros de ancho, comparados a los 115 de la Basílica San Pedro de Roma). Financiada con sus fondos personales, es construida entre 1985 y 1989 por el libanés Pierre Fakhoury y la empresa francesa Dumez por un coste total de entre 1.000 y 1.500 millones de francos franceses. La ofrece al papa Juan Pablo II, que la consagra el 10 de septiembre de 1990.
La ostentación de semejante fasto, en el mismo momento en que la economía nacional se hunde, no tiene el efecto previsto por Houphouët, sino que alimenta el descontento de la población.

#### La sucesión y la era post-Houphouët
Esta crisis económica, social y política engloba igualmente el problema de su sucesión en la jefatura de Costa de Marfil. Tras la eliminación en 1980 de su “delfín” Philippe Yacé, que era presidente de la Asamblea Nacional y por lo tanto “presidente de la República de pleno derecho” en caso de vacío de poder, Houphouët-Boigny retrasa cuanto puede el nombramiento oficial de su sucesor. Su salud, cada vez más frágil, aviva la codicia de sus diferentes “herederos” potenciales que se libran, entre ellos, a una auténtica guerra. Finalmente, el primer ministro Alassane Ouattara, que ostenta buena parte del poder desde 1990 debido a las repetidas hospitalizaciones del presidente en el extranjero, es descartado en favor de su protegido Henri Konan Bédié, presidente de la Asamblea Nacional. En diciembre de 1993, en fase terminal de un cáncer, el “viejo” es trasladado de urgencia a su país para morir en él. Es mantenido en vida artificialmente para que se dispusieran las últimas medidas relativas a su sucesión. Con el consentimiento de la familia, Félix Houphouët-Boigny es desconectado el 7 de diciembre.
A la muerte del Presidente se mantiene la unidad del país, simbolizada por unos funerales grandiosos y de consenso el 7 de febrero de 1994. Asiste una importante delegación francesa, compuesta por su amigo el presidente François Mitterrand, el primer ministro Édouard Balladur, los presidentes de la Asamblea Nacional y del Senado, Philippe Séguin y René Monory, Valéry Giscard d'Estaing, Jacques Chirac, su amigo Jacques Foccart y seis ex primeros ministros.
Tras su muerte, Costa de Marfil es dirigida por Henri Konan Bédié; pero este no tiene ni su envergadura ni su carisma. Suscita, por rivalidades personales con Robert Guéï, Laurent Gbagbo y el ex primer ministro Alassane Ouattara, la instauración en 1995 del concepto de la “ivoirité” (que se podría traducir como marfileñidad, la condición de natural de Costa de Marfil). Estas luchas étnicas, que Félix Houphouët-Boigny siempre había intentado evitar en beneficio de la construcción de una “nación” marfileña, conducen en 2002 a un conflicto político-militar, próximo a una guerra civil.

## Una política africana “particular”

### El enterrador de la AOF
Hasta mediados de los años 1950, las colonias francesas del África negra estaban agrupadas administrativamente en dos grandes grupos: el África Ecuatorial Francesa (AEF) y el África Occidental Francesa (AOF). Perteneciente a la AOF, Costa de Marfil financia, ella sola, dos terceras partes de su presupuesto. Deseando liberar Costa de Marfil de la “pesada” tutela de la AOF, Houphouët-Boigny preconiza un África de las patrias que preferiría crear riquezas antes que compartir la miseria con los otros territorios. Por ello participa activamente en la redacción y adopción de la ley marco Defferre, que, además de dar autonomía a las colonias africanas, debilita los vínculos que unen los diferentes territorios y acuerda competencias muy amplias a las Asambleas locales.
Esta ley marco está lejos de contar con la unanimidad entre sus compatriotas africanos. El líder senegalés, Léopold Sédar Senghor, es el primero en rebelarse contra estos proyectos de “balcanización” de África, argumentando que los territorios coloniales “no corresponden a ninguna realidad: ni geográfica, ni económica, ni étnica, ni lingüística”. Para él, el mantenimiento de la AOF como Estado federal les permitiría tener una mayor credibilidad política, desarrollarse de manera armónica y emerger culturalmente como un auténtico pueblo. En estos puntos de vista, a Senghor se le une la mayoría de los miembros del RDA, unido detrás de Ahmed Sékou Touré y Modibo Keïta, lo que deja a Houphouët en minoría en el congreso de Bamako en 1957.
Pero el problema del federalismo se plantea realmente en 1958, en el referéndum propuesto por de Gaulle sobre la Comunidad Francoafricana. Las colonias tienen la opción de adquirir el estatus de Estado miembro a título individual, o compartirlo agrupándose. Para Houphouët-Boigny, la elección es sencilla:
“Ocurra lo que ocurra, Costa de Marfil se adherirá directamente a la comunidad francoafricana. En cuanto a los demás territorios, son libres de agruparse entre ellos antes de adherirse.”
Costa de Marfil accede a la soberanía nacional. Houphouët-Boigny consigue así una primera victoria frente a los partidarios del federalismo; victoria que, por otro lado, está en el origen del futuro “milagro marfileño” ya que, entre 1957 y 1959, los ingresos del presupuesto de Costa de Marfil aumentan en un 158%, alcanzando 21.723.000.000 francos CFA. A pesar de este “éxito”, Houphouët-Boigny está decidido a frenar definitivamente la hegemonía de Senegal en África Occidental; se desata un auténtico enfrentamiento político entre los líderes marfileño y senegalés. Houphouët-Boigny rechaza participar en la conferencia interafricana de Dakar de 31 de diciembre de 1958 que ha de poner las bases de la federación de Estados del África francófona. Incluso sabotea toda combinación territorial sobre la que no tendría control político; en cooperación con Francia, consigue convencer Alto Volta, Dahomey y Níger de no adherirse a la Federación de Malí, que, compuesta por Senegal y el Sudán francés, terminar por estallar en agosto de 1960.

### La unidad africana según Houphouët-Boigny
A instancias de Charles de Gaulle, que sigue rechazando una Europa integrada, Houphouët-Boigny se opone a la idea de los Estados Unidos de África propuesta por Kwame Nkrumah, que cuestiona las soberanías nacionales recientemente adquiridas. Sin embargo, el dirigente no es contrario a la unidad africana, que él concibe en forma de cooperación caso por caso.
El 29 de mayo de 1959, crea en cooperación con Hamani Diori (Níger), Maurice Yaméogo (Alto Volta) y Hubert Maga (Dahomey - actual Benín), el consejo de la Entente. Esta organización regional, fundada con el objetivo de dificultar la federación maliense, es muy vaga y asegura tres funciones principales:
- Permite la gestión común de ciertos servicios públicos como el puerto de Abiyán, declarado establecimiento público, o el ferrocarril Abiyán-Níger.
- Garantiza un fondo de solidaridad entre los países miembros, financiado en más de un 90% por Costa de Marfil.
- Asegura la financiación de varios proyectos de desarrollo mediante préstamos concedidos a los Estados miembros a tipos de interés bajos, préstamos financiados en un 70% por Costa de Marfil.

Houphouët-Boigny prevé incluso, en 1966, otorgar la doble nacionalidad a los residentes de los países del consejo de la Entente, pero el proyecto es abandonado debido a la presión de la calle. El presidente marfileño se dedica entonces a sostener financieramente a sus aliados, a cambio de su lealtad a Costa de Marfil.
Ambicioso, el líder marfileño concibe mayores propósitos para el espacio francófono de África; pretender agruparlo en una gran organización con el fin de apoyarse mutuamente. El proyecto se concreta el 7 de septiembre de 1961, con la firma de la carta que da inicio a la Unión Africana y Malgache (UAM), que agrupa a doce países francófonos, entre los cuales el Senegal de Senghor. Se firman acuerdos y se estrecha la solidaridad de los Estados francófonos, especialmente en los ámbitos económico, militar, y de correos y telecomunicaciones. Pero en mayo de 1963, la creación de la Organización para la Unidad Africana (OUA) perturba sus planes: los defensores del panafricanismo exigen la disolución de todas las organizaciones regionales incluyendo la UAM; el presidente marfileño cede a su pesar, y transforma, en marzo de 1964, la UAM en Organización Africana y Malgache de Cooperación Económica y Cultural.
Considerando a la OUA como una vía secundaria, tanto más cuanto que París es hostil a ella, decide crear la Organización Común Africana y Malgache (OCAM), una organización puramente francófona en competencia con la OUA, que se crea en 1965. Este bloque “moderado y moderador” reúne, en su seno, dieciséis países con el fin de suprimir las veleidades revolucionarias en África. Pero, con el paso de los años, considerando que esta organización está demasiado sometida a Francia, ocho países abandonan la OCAM.
En 1974, Houphouët-Boigny y Senghor dejan de lado sus querellas y se unen para oponerse a los planes de Nigeria de imponerse en África Occidental en detrimento de Costa de Marfil y Senegal mediante la creación de una gran organización interlingüística, la CEDEAO (en inglés ECOWAS). Los dos homólogos crean, a fin de obstaculizar el funcionamiento de la CEDEAO, la Comunidad Económica de África Occidental (CEAO) que sustituye las anteriores uniones aduaneras en la región francófona. Pero tras recibir garantías de Nigeria de que se mantendrían las organizaciones francófonas anteriores, los fundadores de la CEAO deciden unirse a la CEDEAO en mayo de 1975.
En los años 60, es el único jefe de Estado negro de África manteniendo relaciones diplomáticas con la dictadura militar en Brasil.

### El hombre de Francia en África
Durante toda su presidencia, Houphouët-Boigny se rodea de asesores franceses cuya influencia se extiende a todos los ámbitos, especialmente políticos, con Guy Nairay, jefe de gabinete del presidente de 1960 a 1993, y Alain Belkiri, secretario general del gobierno marfileño. Esta diplomacia específica, la “Françafrique” como él mismo la llama, le permite conservar lazos muy privilegiados con la antigua metrópolis, lo que hace de él el principal aliado de Francia en África. Así, a cada nueva “aventura” africana en la que se implica uno de los dos países, se ofrecen mutuamente un apoyo incondicional; Houphouët-Boigny llegará a entablar con el “Señor África” del Elíseo, Jacques Foccart, una relación de verdadera amistad.

#### La desestabilización de los regímenes revolucionarios
Al conceder la independencia a Guinea mediante el “no” en el referéndum de 28 de septiembre de 1958, Ahmed Sékou Touré no sólo desafió al general De Gaulle sino también al defensor del “sí” africano, Houphouët-Boigny. Por ello pone inmediatamente en cuarentena a Conakry y excluye al Partido Democrático Guineano del RDA. La tensión entre los dos hombres es tan fuerte que fomenta, en colaboración con el SDECE, complots contra el régimen de Sékou Touré; en enero de 1960, Houphouët-Boigny entrega armas en masa a los antiguos rebeldes de la región de Man, e incita en 1965 a sus homólogos del consejo de la Entente a formar parte conjuntamente de un intento de golpe. En 1967 suscita la creación del Frente Nacional de Liberación de Guinea (FNLG), auténtica reserva de hombres dispuestos a contribuir a la caída de Sékou Touré. Si bien no llega derribarlo, el líder marfileño no le perdonará jamás su “no”, e incluso declara al respecto en 1966:
“Estoy de acuerdo con Sékou Touré en reconocer mi crimen con él: haberle hecho lo que es”
A partir de la independencia de Guinea, sus relaciones con su vecino ghanés Kwame Nkrumah también se degradan considerablemente cuando este último aportó apoyo financiero y político a Sékou Touré. Por otro lado, convencido de que Nkrumah apoya a los secesionistas Sanwi en Costa de Marfil, Houphouët-Boigny intenta, por todos los medios, aislar y desacreditar el régimen ghanés. Acusa a Nkrumah de querer desestabilizar su régimen durante los falsos complots de 1963, y en 1965 llama a los Estados francófonos a boicotear la conferencia de la OUA prevista en Acra en septiembre. Finalmente, Nkrumah es eliminado en 1966 por el golpe de Estado en el que el participa el presidente marfileño poniendo su país a disposición de los conspiradores, que lo usan como base de partida y de llegada de sus misiones.
En colaboración con Foccart, Houphouët-Boigny participa en los complots contra el régimen revolucionario de Mathieu Kérékou en Dahomey, especialmente en el intento de golpe de Estado del 16 de enero de 1977 dirigido por el mercenario francés Bob Denard. Actúa también en Angola, donde, para luchar contra los marxistas-leninistas instalados en el poder desde 1975, ofrece su apoyo a Jonas Savimbi de la UNITA, que lleva a cabo una auténtica guerra civil mortífera en el país.

#### Alineación con Francia
Houphouët-Boigny participa asimismo en la crisis congoleña. En noviembre de 1960 en la ONU, a fin de sustraer el Congo-Léopoldville de la influencia de Patrice Lumumba, acusado de simpatías comunistas, el líder marfileño da su apoyo al presidente Joseph Kasa-Vubu, adversario declarado de Lumumba, y después, alineándose con Francia, al muy controvertido Moïse Tshombe. Este último, condenado por buena parte de África, se ve así defendido con ardor por Houphouët-Boigny, que incluso le hace entrar, en mayo de 1965, en su nueva organización, la OCAM. Su apoyo a Tshombe es tal que tras el derrocamiento de este en noviembre de 1965 por el general Mobutu, el presidente marfileño apoya en 1967 el plan Kerilis propuesto por los servicios secretos franceses que pretende devolver al poder al depuesto líder congoleño. La operación es un fracaso. En reacción, Houphouët-Boigny decide boicotear la reunión de la 4ª cumbre anual de la OUA celebrada en septiembre de 1967 en la capital zaireña.
Houphouët-Boigny es también uno de los principales responsables del drama de Biafra. Considerando que Nigeria es potencialmente peligrosa para los Estados del “patio trasero francés”, Jacques Foccart envía en 1963 a Houphouët-Boigny al teniente-coronel Raymond Bichelot con la misión de seguir de cerca la evolución política en este país. La ocasión de debilitar al gigante anglófono se presenta en mayo de 1967, cuando el teniente-coronel Odumegwu Emeka Ojukwu emprende la secesión de Biafra. Los hombres de la “Françafrique” apoyan entonces a los secesionistas, que, a punto de ser reprimidos, pueden, gracias a los mercenarios y a las armas suministrados en masa desde Abiyán por Jean Mauricheau-Beaupré (“hombre de confianza” enviado por Foccart a Costa de Marfil), resistir e iniciar una guerra civil particularmente mortífera. Hacia finales de los años 1960, los Estados del “patio trasero francés” se desolidarizan repentinamente y abiertamente de la política dirigida, en este asunto, por Costa de Marfil y Francia. Aislados en la escena internacional, los dos países deciden interrumpir su ayuda a Ojukwu, que acaba exiliado en Costa de Marfil.
A petición de París, Houphouët-Boigny establece relaciones con Sudáfrica en octubre de 1970, justificando su actitud por el hecho de que:
“Los problemas de discriminación racial, por muy dolorosos, penosos y repulsivos que sean para nuestra dignidad de negros, no debe solucionarse, en nuestra opinión, por la fuerza.”
Propone incluso a la OUA, en junio de 1971, que se sume a su decisión. Pero, lejos de obtener la unanimidad, su proposición es rechazada. Este rechazo no le impide, sin embargo, persistir en sus intentos de acercamiento al régimen de Pretoria, que se concretan en octubre del mismo año en un encuentro semioficial, en la capital sudafricana, entre una delegación marfileña de alto nivel y el primer ministro sudafricano John Vorster. Houphouët-Boigny recibe a John Vorster en presencia del presidente senegalés Léopold Sédar Senghor en Yamusukro en septiembre de 1974. Además, preocupado por la influencia comunista en África, se reúne él mismo con Vorster en Ginebra en 1977, tras las intervenciones soviético-cubanas en Angola y en Etiopía. Hasta el fin de su presidencia, las relaciones con Sudáfrica se mantienen de manera más oficial ya que el 25 de octubre de 1988 se organiza un encuentro en Yamusukro entre Houphouët-Boigny y el presidente Pieter Botha y después, el año siguiente, con su sucesor Frederik de Klerk.

#### Un apoyo recíproco
Si Houphouët-Boigny se alinea a menudo con la política francesa, el presidente marfileño influye asimismo en la política africana de Francia.
Tras la toma de poder en Burkina Faso por parte del joven militar revolucionario Thomas Sankara, el “viejo” entabla muy rápidamente una turbulenta relación con su vecino. Las tensiones alcanzan su paroxismo en 1985: Costa de Marfil acusa a las autoridades burkinesas de estar implicadas en una conspiración y de reclutar a la fuerza a jóvenes estudiantes marfileños en Burkina Faso para llevarlos a campos de entrenamiento en Libia. Houphouët-Boigny reacciona invitando al capitán disidente Jean-Claude Kamboulé a refugiarse en Costa de Marfil para que organice la oposición al régimen sankarista. En 1987, Sankara muere durante el golpe que lo derroca. La implicación de Houphouët-Boigny es probable. El presidente marfileño habría aprovechado las disensiones del órgano dirigente de Burkina Faso para entrar en contacto con Blaise Compaoré, el número dos del régimen. Juntos, habrían organizado en 1987 en Korhogo, junto con la presidencia francesa, con Laurent Dona Fologo, Robert Guéï y Pierre Ouédraogo, el derrocamiento de Thomas Sankara.
Houphouët-Boigny empuja también a Francia, durante la guerra civil de Liberia, a apoyar y armar la rebelión del señor de la guerra Charles Taylor, con el objetivo de hacerse con una parte de las riquezas de Liberia.

## Vida privada

### La familia Houphouët

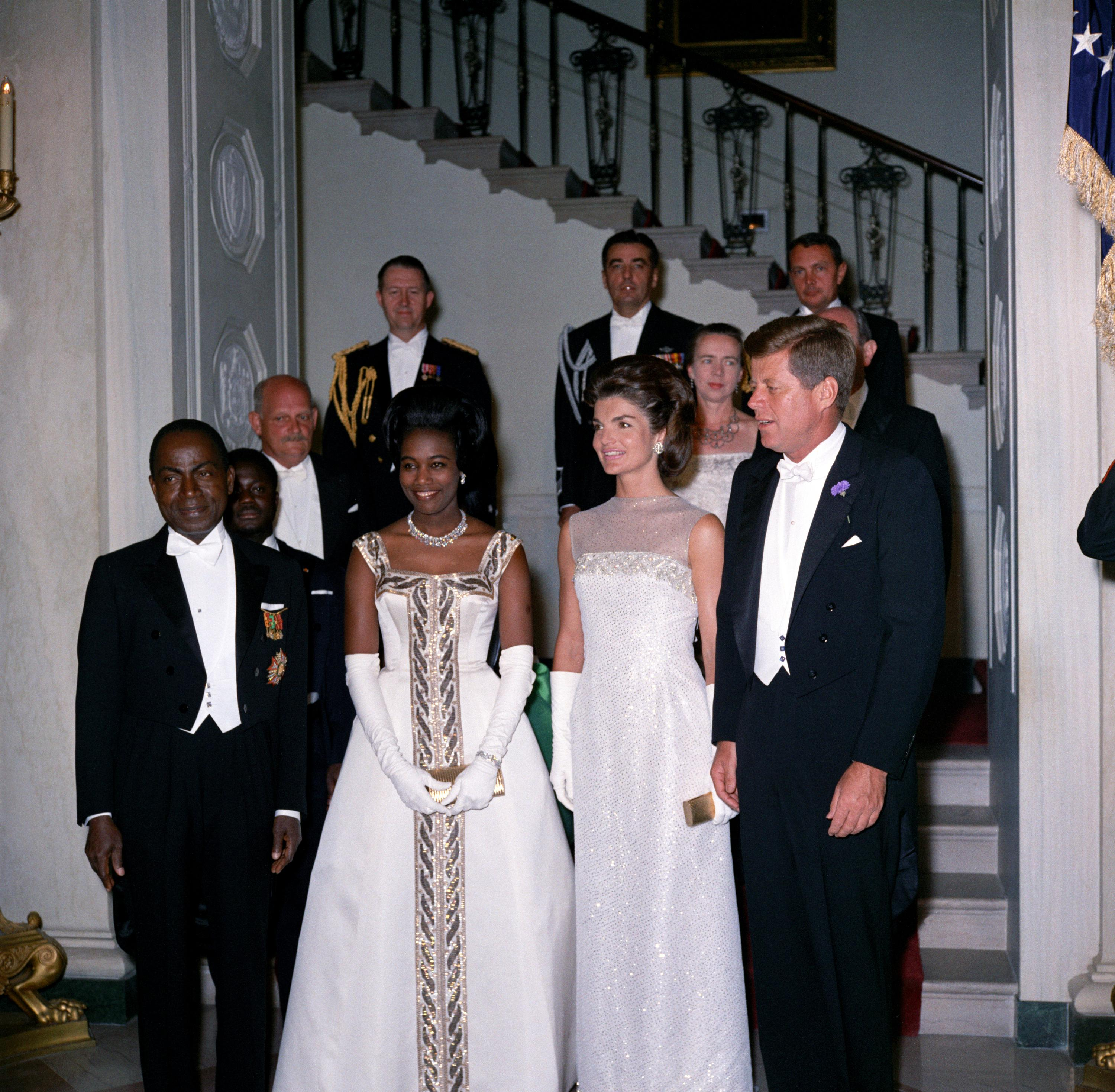
Félix Houphouët-Boigny y su segunda esposa Marie-Thérèse con John F. Kennedy y Jackie Kennedy en 1962.

Félix Houphouët-Boigny desciende de jefes animistas Akoué por parte de su madre, Kimou N’Dri (llamada N’Dri Kan), fallecida en 1936. Por el contrario, en lo que se refiere a los orígenes de su padre, subsisten dudas. Efectivamente, oficialmente originario de la tribu N’Zipri de Didiévi, N’Doli Houphouët habría muerto poco después del nacimiento de Augustin, si bien nunca se ha dado ninguna información fiable sobre él; preguntado Félix Houphouët-Boigny, evita responder: “¿Entonces qué queréis saber del extranjero?”. Esta falta de claridad da lugar a todo tipo de rumores, entre los cuales uno, especialmente difundido, cuenta que su padre era musulmán originario de Sudán y se llamaba Cissé. En cualquier caso, de esta unión Félix Houphouët-Boigny tuvo dos hermanas mayores, Faitai, fallecida en 1998, y Adjoua, fallecida en 1987, así como un hermano menor, Augustin, fallecido en 1939.
Aunque era católico practicante, se casó en 1930 en Abengourou con una magnífica mestiza marfileño-senegalesa, Kady, cuyo nombre auténtico era Khadija Racine Sow (1913-2006), hija de un rico comerciante senegalés, Ali Racine Sow, de confesión musulmana, y de madre Baoulé de origen principesco. Las dos familias respectivas se oponían a esta unión (se dice que el padre de Khadija habría intentado acabar con la vida de su futuro yerno para impedir que se casara con su hija), pero terminan aceptando este matrimonio mixto que, según se dice, fue el primero celebrado en Costa de Marfil. De esta alianza nacen cinco niños: Félix (muerto en la infancia), Augustin, François, Guillaume y Marie, todos educados en la fe católica.
Finalmente, Houphouët se divorcia y se vuelve a casar en 1952 con la joven católica baoulé Marie-Thérèse Brou con la que no tuvo ningún hijo pero con la cual adoptó dos:
- Hélène en 1960, nacida en 1955 y nieta del rey de los Baoulé Anoungbré.
- Olivier Antoine en 1981.

El matrimonio conoce varios escándalos: en 1958, su esposa se escapa a Italia mientras él colecciona amantes y tiene en 1961 un hijo fuera del matrimonio con Henriette Duvignac, al que reconoce: Florence (fallecido en 2007).
A su muerte en 1993, Félix Houphouët-Boigny no deja ningún testamento escrito sino que hace testamento oral en favor del Estado marfileño. Sus herederos reconocidos, y en especial Hélène, libran un combate contra el Estado de Costa de Marfil para recuperar una parte de la inmensa fortuna de Houphouët, que ella afirma que se trata de una sucesión “privada” que pasó a ser “del Estado”.

### Relaciones en su vida política
Entre sus amigos y artesanos de la descolonización se cuentan Auguste Denise, Ernest Boka, Modibo Keïta, el general de Gaulle, Mathieu Ekra, Germain Coffi Gadeau, Philippe Yacé, Arsène Usher Assouan,... Su amistad con Victor Capri Djédjé se deteriora con la inauguración del Puerto autónomo de Abiyán en 1951. Hacia 1970, entran en la escena política marfileña e internacional sus jóvenes protegidos, a algunos de los cuales les ha financiado la educación: Denis Bra Kanon, Gustave Kouassi Ouffoué, Alphonse Djédjé Mady, Henri Konan Bédié, Auguste Debray, Djéni Kobina... En el ámbito internacional, tiene contacto privilegiado con numerosos políticos franceses, entre los cuales Jacques Chirac, al que cuenta entre sus jóvenes protegidos. En Gabón, Omar Bongo es también su joven protegido.
En el contexto de la Guerra Fría, Houphouët-Boigny establece entre 1967 y 1969 relaciones diplomáticas efímeras con la URSS. Estas relaciones no se restablecen hasta febrero de 1986. En cuanto a China, no es hasta el 3 de marzo de 1983 cuando establece relaciones diplomáticas con la República Popular China y que la reconoce como único gobierno legal que representa a todo el pueblo chino; entonces rompe relaciones con Taiwán.

## El premio Houphouët-Boigny para la búsqueda de la paz
A fin de dejar para la posteridad una imagen de hombre de paz, crea en 1989 un premio para la búsqueda de la paz patrocinado por la UNESCO, enteramente subvencionado por fondos extrapresupuestarios aportados por la Fundación Félix Houphouët-Boigny. Este premio que lleva “el nombre del Presidente Félix Houphouët-Boigny, decano de los jefes de Estado africanos, apóstol infatigable de la paz, de la concordia, de la fraternidad y del diálogo [cita requerida]para resolver todo conflicto tanto en el interior como en el exterior de los Estados” es otorgado anualmente por un jurado internacional compuesto por once personalidades naturales de los cinco continentes, que concede un cheque de 122.000 euros.
El premio Félix Houphouët-Boigny para la búsqueda de la paz ha sido otorgado respectivamente a Nelson Mandela, presidente del Congreso Nacional Africano (ANC) de Sudáfrica y Frederik Willem de Klerk, presidente de la República de Sudáfrica, en 1991, a la Academia de Derecho Internacional de La Haya en los Países Bajos en 1992, a Yitzhak Rabin, primer ministro del Estado de Israel, Shimon Peres, ministro de asuntos extranjeros del Estado de Israel y Yasser Arafat, presidente de la Autoridad Nacional Palestina en 1993, a S.M. Juan Carlos, Rey de España y Jimmy Carter, expresidente de los Estados Unidos de América en 1994, al Alto Comisionado de las Naciones Unidas para los Refugiados y a D.ª Sadako Ogata, Alta Comisionada de las Naciones Unidas para los Refugiados en 1995, a Álvaro Enrique Arzú Irigoyen, presidente de la República de Guatemala y al Comandante Rolando Morán, representante de la Unión Revolucionaria Nacional Guatemalteca (URNG) en 1996, a Fidel Valdez Ramos, presidente de la República de Filipinas en 1997, a Sheikh Hasina Wajed, primer ministro de la República Popular de Bangladés y a George J. Mitchell, senador americano, exconsejero especial del presidente de los Estados Unidos de América para asuntos irlandeses en 1998, a la Comunidad de Sant'Egidio de Italia en 1999, a D.ª Mary Robinson, Alta Comisionada de las Naciones Unidos para los Derechos Humanos en 2000, a Kay Rala Xanana Gusmão, presidente de la República Democrática de Timor Oriental en 2002, al Cardenal Roger Etchegaray, presidente emérito del Consejo Pontificio Justicia y Paz y al Dr. Mustafa Cerić, gran muftí de Bosnia en 2003, y a D. Abdoulaye Wade, presidente de la República de Senegal en 2005. El Premio Félix Houphouët-Boigny para la búsqueda de la paz no se concedió en 2001 ni 2004.

## Cargos públicos

### En Francia
- Diputado en la Asamblea Nacional de Francia.
- Ministro delegado de la presidencia del Consejo de gobierno de Guy Mollet (del 1 de febrero de 1956 al 13 de junio de 1957).
- Ministro de Estado del gobierno de Maurice Bourgès-Maunoury (del 13 de junio al 6 de noviembre de 1957).
- Ministro de salud pública y de la población del gobierno de Félix Gaillard (del 6 de noviembre de 1957 al 14 de mayo de 1958).
- Ministro de Estado del gobierno de Pierre Pflimlin (del 14 al 17 de mayo de 1958).
- Ministro de Estado del gobierno de Charles de Gaulle (3) (del 1 de junio de 1958 al 8 de enero de 1959).
- Ministro de Estado del gobierno de Michel Debré (del 8 de enero al 20 de mayo de 1959).
- Ministro consejero del gobierno de Michel Debré (del 23 de julio de 1959 al 19 de mayo de 1961).
- Estuvo junto a De Gaulle y Michel Debré en la firma de la constitución de 1958.

### En Costas de Marfil
- Presidente de la Asamblea Nacional (del 24 de marzo de 1953 al 30 de noviembre de 1959).
- Alcalde de Abiyán (de 1956 a 1960).
- Primer ministro (del 1 de mayo de 1959 al 3 de noviembre de 1960).
- Ministro del Interior (del 8 de septiembre de 1959 al 3 de enero de 1961).
- Presidente de la República, Ministro de Asuntos Exteriores (del 3 de enero de 1961 al 10 de septiembre de 1963).
- Presidente de la República, Ministro de Defensa, Ministro del Interior, Ministro de Agricultura (del 1000 de septiembre de 1963 al 21 de enero de 1966).
- Presidente de la República, Ministro de Economía y Finanzas, Ministro de Defensa, Ministro de Agricultura (del 21 de enero de 1966 al 23 de septiembre de 1968).
- Presidente de la República (del 23 de septiembre de 1968 al 5 de enero de 1970).
- Presidente de la República (del 5 de enero de 1970 al 8 de junio de 1971).
- Presidente de la República, Ministro de Educación Nacional (del 8 de junio de 1971 al 1 de diciembre de 1971).
- Presidente de la República (en los distintos gobiernos del 1 de diciembre de 1971 al 7 de diciembre de 1993).

## Obras
- Mes premiers combats, Numéro 1, 1994 ISBN 978-2863916131